# Wrangler (jeans)
La Wrangler, fondata nel 1947, è una delle più antiche e popolari marche di jeans del mondo. L'industria è gestita dal 1986 dalla Vf Corporation, che possiede anche la Lee, la JanSport e la North Face.

## Storia

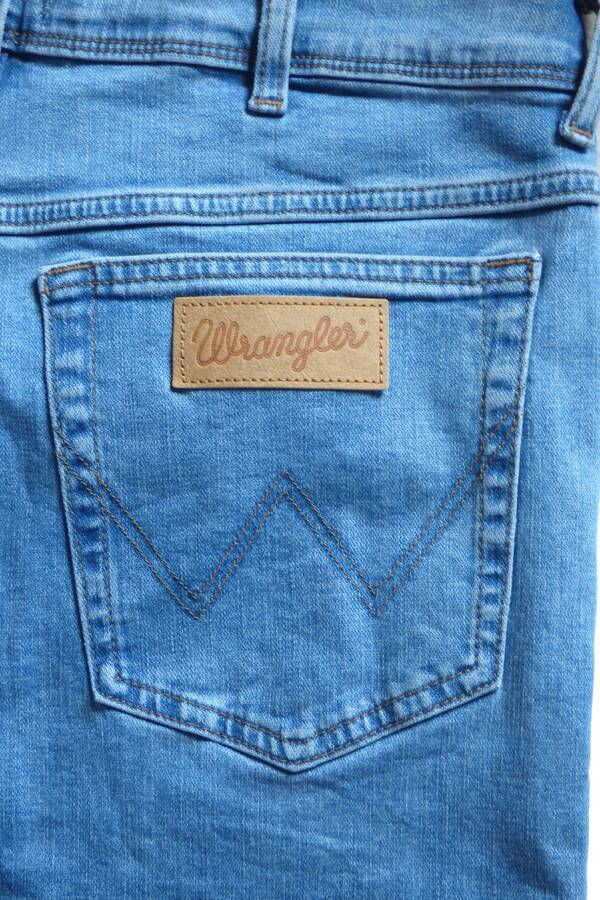
Tasca posteriore destra di un paio di jeans Wrangler con la lettera W ricamata e la scritta del marchio.

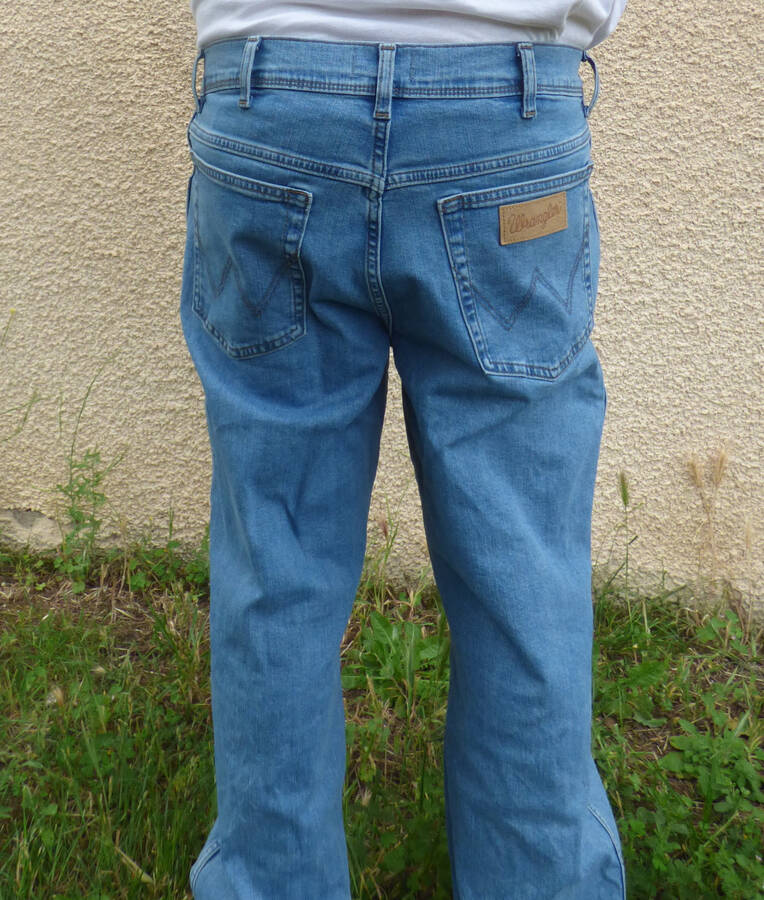
Un francese che indossa dei jeans Wrangler.

La "Blue Bell Overall Company", così denominata dal 1919 dopo che nacque nel 1904 come "Hudson Overall Company" (fondata da "C.C. Hudson" che dal 1897 lavorò precedentemente in una fabbrica di salopette del North Carolina) acquistò nel 1943 l'industria "Casey Jones Work-Clothes Company" e i diritti di utilizzo del marchio Wrangler, fino ad allora utilizzato raramente.
La Blue Bell, nel 1946 assunse il famoso sarto polacco Bernard Lichtenstein (1893-1985) noto come 'Rodeo Ben', che si occupava di vestiti per i cowboy, che iniziò a collaborare creando una nuova linea di jeans a loro dedicata, denominata Wrangler, che in inglese significa “attaccabrighe”, mentre nell'americano del west indica proprio il “cowboy in azione” (vedi wrangler (professione)), grazie ad un referendum dei dipendenti dell'azienda. Nacque così nel 1947 la Wrangler che lanciò il suo primo modello: il jeans da uomo "13MWZ" con la zip. La campagna promozionale vede il 13MWZ indossato da leggende del rodeo come Freckles Brown, Bill Linderman e Jim Shoulders.
Da quel giorno sono stati prodotti dalla Wrangler, diventato il marchio di punta del "western style", milioni di jeans e di altri capi d'abbigliamento casual, diventando quindi la potenza commerciale che è tutt'oggi.